# Dreamworks
DreamWorks Pictures, också känt som DreamWorks SKG eller DreamWorks Studios är ett amerikanskt filmbolag grundat i oktober 1994 av Steven Spielberg, Jeffrey Katzenberg och David Geffen. 2004 upphörde bolagets animationsavdelning, DreamWorks Animation, att vara en del av moderföretaget och börsintroducerats som eget företag för att få in kapital. I december 2005 enades grundarna dock om att sälja bolaget till Viacom, och idag ingår det i Viacom-koncernens filmkonsortium Paramount Motion Pictures Group, tillsammans med bland andra Paramount Pictures, MTV Films och Nickelodeon Movies.

## Produktion (i urval)
För animerade filmer se DreamWorks Animation
- 1917
- A.I. - Artificiell Intelligens
- A Beautiful Mind
- Almost Famous
- American Beauty
- Amistad
- Anchorman
- Cast Away
- Catch Me If You Can
- Collateral
- Cowboys & Aliens
- Deep Impact
- Ett hus av sand och dimma
- Familjen är värre
- First Man
- Flags of Our Fathers
- Galaxy Quest
- Gladiator
- Green Book
- The Island
- Just Like Heaven
- Lemony Snickets berättelse om syskonen Baudelaires olycksaliga liv
- Letters from Iwo Jima
- Lincoln
- Match Point
- The Mexican
- Minority Report
- München
- The Post
- Real Steel
- The Ring
- The Ring 2
- Road to Perdition
- Rädda menige Ryan
- Seabiscuit
- Skorpionens förbannelse
- Släkten är värst
- Spionernas bro
- Sweeney Todd: The Demon Barber of Fleet Street
- The Terminal
- Transformers
- Transformers: De besegrades hämnd
- Tropic Thunder
- Världarnas krig
- War Horse